# Vánoce ve zlaté Praze
Vánoce ve zlaté Praze je vánoční album zpěváka Karla Gotta, které nahrál za doprovodu Pražských madrigalistů 14. až 18. září 1969 v Týnském chrámu na Staroměstském náměstí.
Alba se prodalo jenom v Československu přes 700 000 kusů, což z něj dělá nejprodávanější album Karla Gotta a Supraphonu v Československu či Česku, oceněné v roce 2004 multiplatinovou deskou. Celkově i v zahraničí se tohoto alba prodalo přes 1 500 000 kusů. Bylo vydáno v rekordně krátkém čase, 2 měsíce po natočení bylo distribuováno na předvánoční trh.
Toto album natáčel Karel Gott původně pro Polydor, později se tento nápad zalíbil i Supraphonu, a tak Karel Gott přetočil některé německé koledy a písně do češtiny a dvě německé směsi nahradil anglickou koledou a italskou písní. Supraphon album vydal pod názvem Vánoce ve zlaté Praze, Polydor pod názvem Weihnachten in der goldenen Stadt, které se dočkalo několik reedic na CD s jiným obalem, dokonce vyšlo i jako jedno z prvních CD v Evropě.[zdroj⁠?!] V Československu toto album mohlo být vydáváno každý rok na Vánoce, ale nesmělo se prezentovat.
Album obsahuje staré koledy, vánoční písně a sakrální písně od 13. do 19. století.

## Seznam skladeb
1. Zní nad Betlémem Gloria
2. Adeste fideles pastores
3. Caro mio ben
4. Largo
5. Hurá alleluja
6. Tichá noc
7. Ave verum corpus
8. The First Noël
9. Ave Maria
10. Prophetica gotica
11. Hajej můj princi a spi
12. Agnus Dei